# Listă de filme britanice din 2007
Aceasta este o listă de filme britanice din 2007:

## Lista
| 2007                                      |                                 |                                                       |                  | |
| 28 Weeks Later                            | Juan Carlos Fresnadillo         | Robert Carlyle, Rose Byrne, Jeremy Renner, Idris Elba | Horror           | |
| And When Did You Last See Your Father?    | Anand Tucker                    | Jim Broadbent, Colin Firth                            | Comedy           | |
| Angel                                     | François Ozon                   | Sam Neill                                             | Drama            | |
| Atonement                                 | Joe Wright                      | James McAvoy, Keira Knightley                         | Drama            | Winner of the Golden Globe and BAFTA for Best Film. Nominated for 7 Academy Awards, including Best Film |
| The Baker                                 | Gareth Lewis                    | Damian Lewis, Kate Ashfield                           | Comedy           | |
| Becoming Jane                             | Julian Jarrold                  | Anne Hathaway, James McAvoy                           | Biopic           | |
| Before the Rains                          | Santosh Sivan                   | Linus Roache, Rahul Bose                              | Romance          | |
| Boy A                                     | John Crowley                    | Andrew Garfield                                       | Drama            | 2008 Best Actor BAFTA TV Award                                                                          |
| Brick Lane                                | Sarah Gavron                    | Tannishtha Chatterjee                                 | Drama            | |
| Broken Thread                             | Mahesh Mathai                   | Linus Roache, Saffron Burrows                         | Thriller         | |
| Cassandra's Dream                         | Woody Allen                     | Colin Farrell, Ewan McGregor                          | Drama            | |
| Control                                   | Anton Corbijn                   | Sam Riley, Samantha Morton                            | Biopic           | |
| Dangerous Parking                         | Peter Howitt                    | Saffron Burrows, Sean Pertwee                         | Drama            | |
| Death at a Funeral                        | Frank Oz                        | Ewen Bremner, Peter Dinklage                          | Comedy           | |
| Eastern Promises                          | David Cronenberg                | Viggo Mortensen, Naomi Watts, Vincent Cassel          | Drama            | |
| Elizabeth: The Golden Age                 | Shekhar Kapur                   | Cate Blanchett, Clive Owen, Geoffrey Rush             | Historical drama | Winner of the Academy Award for Best Costume Design                                                     |
| Far North                                 | Asif Kapadia                    | Michelle Yeoh, Sean Bean, Michelle Krusiec            | Drama            | |
| Flawless                                  | Michael Radford                 | Demi Moore, Michael Caine                             | Crime            | |
| Flood                                     | Tony Mitchell                   | Robert Carlyle, Jessalyn Gilsig                       | Thriller         | |
| Four Last Songs                           | Francesca Joseph                | Stanley Tucci, Rhys Ifans                             | Comedy/Drama     | |
| The Golden Compass                        | Chris Weitz                     | Dakota Blue Richards, Nicole Kidman                   | Fantasy          | Winner of the Academy Award for Best Visual Effects                                                     |
| The Good Night                            | Jake Paltrow                    | Martin Freeman, Gwyneth Paltrow                       | Romance/Comedy   | |
| Goodbye Bafana                            | Bille August                    | Joseph Fiennes, Dennis Haysbert                       | Biopic           | |
| Hallam Foe                                | David Mackenzie                 | Jamie Bell, Sophia Myles                              | Drama            | |
| Harry Potter and the Order of the Phoenix | David Yates                     | Daniel Radcliffe, Rupert Grint, Emma Watson           | Fantasy          | |
| The Heart of the Earth                    | Antonio Cuadri                  | Catalina Sandino Moreno, Sienna Guillory              | Drama            | Co-production with Spain                                                                                |
| Hot Fuzz                                  | Edgar Wright                    | Simon Pegg, Nick Frost, Jim Broadbent                 | Comedy           | |
| I Want Candy                              | Stephen Surjik                  | Tom Riley, Tom Burke                                  | Comedy           | |
| Infinite Justice                          | Jamil Dehlavi                   | Kevin Collins, Raza Jaffrey                           | Thriller         | |
| Irina Palm                                | Sam Garbarski                   | Marianne Faithfull, Miki Manojlović                   | Drama            | |
| Joe Strummer: The Future Is Unwritten     | Julien Temple                   |                                                       | Documentary      | |
| Lady Godiva: Back in the Saddle           | Baz Taylor                      | James Fleet, Caroline Harker                          | Comedy           | |
| Magicians                                 | Andrew O'Connor                 | David Mitchell, Robert Webb                           | Comedy           | |
| The Moon and the Stars                    | John Irvin                      | Jonathan Pryce, Alfred Molina                         | Drama            | Co-production with Hungary and Italy                                                                    |
| Mr. Bean's Holiday                        | Steve Bendelack                 | Rowan Atkinson, Max Baldry, Emma de Caunes            | Comedy           | |
| Mrs Ratcliffe's Revolution                | Bille Eltringham                | Iain Glen, Catherine Tate                             | Comedy/Drama     | |
| Outlaw                                    | Nick Love                       | Sean Bean, Danny Dyer                                 | Crime/Drama      | |
| Outpost                                   | Steve Barker                    | Ray Stevenson, Julian Wadham                          | Horror           | |
| Popcorn                                   | Darren Fisher                   | Jack Ryder, Jodi Albert                               | Comedy           | |
| The Riddle                                | Brendan Foley                   | Derek Jacobi, Vinnie Jones, Vanessa Redgrave          | Thriller         | |
| Shoot on Sight                            | Jag Mundhra                     | Naseeruddin Shah, Greta Scacchi                       | Thriller         | |
| Sleuth                                    | Kenneth Branagh                 | Michael Caine, Jude Law                               | Drama            | |
| Stardust                                  | Matthew Vaughn                  | Claire Danes, Charlie Cox, Ricky Gervais              | Fantasy          | |
| Straightheads                             | Dan Reed                        | Gillian Anderson, Danny Dyer                          | Thriller         | |
| St Trinian's                              | Oliver Parker, Barnaby Thompson | Rupert Everett, Colin Firth, Russell Brand            | Comedy           | |
| Sunshine                                  | Danny Boyle                     | Cillian Murphy, Cliff Curtis, Rose Byrne, Chris Evans | Sci-fi/Horror    | |
| Taking Liberties                          | Chris Atkins                    |                                                       | Documentary      | |
| This is England                           | Shane Meadows                   | Thomas Turgoose, Stephen Graham, Jo Hartley           | Drama            | |
| The Waiting Room                          | Roger Goldby                    | Anne-Marie Duff, Frank Finlay                         | Romance          | |
| The Water Horse                           | Jay Russell                     | Emily Watson, David Morrissey                         | Family           | |